# Râul Sărățuica
Râul Sărățuica este un curs de apă, afluent al râului Ialomița. 